# 式目
式目（しきもく）とは、中世日本で用いられた箇条書き形式の制定法のこと。主に武家法において用いられた。
式目の「式」は格式の式という意味もあるが、朝廷で編纂された最後の包括的な式にあたる延喜式を補完するために制定された公家法の形式の1つである式条に由来するとされ、「目」は目録・条目の意味がある。
著名なものとして鎌倉幕府の執権北条泰時が編纂した御成敗式目（貞永式目）及び室町幕府の施政方針として足利直義が編纂した建武式目が著名である。また、御成敗式目に対する追加法も「式目」と称される場合がある。そのため、式目、特に御成敗式目は武家政権の基本法と考えられ、式目＝武家法とする考え方が広く受け入れられていた。
だが、歴史的に式目は公家法である式条の集成の意味であり、御成敗式目の条文も実は公家新制や明法勘文などに積み重ねによって社会の実情に対応して変化していった鎌倉時代前期当時の公家法の法形式に則していることが明らかになっている。これは御成敗式目が武家社会の一般法を目指したものではなく、武家社会と公家社会の法的衝突の回避の意味も含まれていたからである。「泰時消息文」によれば、公家法は漢文で記されており難解であるので、武士に分かりやすい文体の法律を作ったとあるが、これは公家法を再構成して武士たちに理解しやすい形態に改めたという意味であり、所領給与・年紀法などの所謂「武家社会の道理」に関する部分については明記はされているものの、但書や細目、例外条項の形で触れられており、間接的に触れているに過ぎない。これは、泰時が「消息文」で述べている通り、新しい法体系を作成する意図は無く、むしろ公家法を中心とした法秩序と武家社会の調和を図り、そのために必要な規則・注釈であったからだと考えられている。これは泰時が『法曹至要抄』や明法道の目安（訴状・陳状などの法律文書）を研究していたことや、編纂に参加しているのが泰時とともに六波羅探題を務めた叔父の北条時房（幕府連署）や京都の下級官人出身者やその子弟が中心であったのも御成敗式目の法源を武家慣習法ではなく公家法に求めたからと考えられている。
これは公家法の中心地である京都に中枢部を置いた室町幕府の建武式目では更にその傾向が強まることになる。建武式目は公家法と同様に「倹約」「礼節」を前面に掲げ、更に御成敗式目を「本条」としてその法源の主たる地位に置き、実際の訴訟でも奉行人は御成敗式目を常備していたと伝えられている。これは御成敗式目が武家法・公家法に共通する法観念や「徳治」理念を抱合した法令という意味で公家法と対峙可能な法令だからであり、社会に広く受け入れられるものであったからである。これは戦国時代に式目抄が編纂されたり、分国法に「式目」の名称が採用されたほか、新たな武家政権の法体系が確立された江戸幕府の時期においても多くの注釈書が書かれ、手習いの教科書として採用された点からも指摘されることである。